# Moment of Glory
Moment of Glory е петнадесетият студиен албум на германската рок група „Скорпиънс“ записан в сътрудничество с Берлинския филхармоничен оркестър, издаден от „И Ем Ай Класикс“ на 19 юни 2000 г. През 1995 г. оркестърът избира „Скорпиънс“ да изпълнят кросоувър, който обединява класическа и популярна музика, а за диригент е избран Кристиян Колоновиц, въпреки водените предварителни разговори с Андрю Пауъл и Майкъл Кеймън. През 1998 г. канцлерът на Германия и приятел на Клаус Майне, Герхард Шрьодер, научава за сътрудничеството и предлага на групата то да бъде част от „Експо 2000“, което се провежда през 2000 г. в Хановер, родния град на групата и след обсъждане с филхармонията, те се съгласяват да представят проекта на това събитие.
Оркестърът изисква да работи с най-големите хитове на групата и да няма неравностойна йерархия между тях. Поради тази причина Кристиян Колоновиц аранжира няколко песни и настройва някои инструменти в необичайни гами за класическа музика, за да не изключи нито един концертиращ изпълнител. От около 30 песни само една трета са включени в записа. Записването започва през януари 2000 г. в Ебрайхсдорф, Австрия и е извършено на фрагменти. През този месец „Скорпиънс“ и диригентът записват частта на групата, докато филхармонията прави това през март в Берлин, Германия. Дзукеро, Рей Уилсън и Лин Лихти участват в албума като гост музиканти и след като и двете сесии са готови, касетите са отнесени във Виена, за да бъдат обединени, което отнема на целия процес около 12 седмици. 
Moment of Glory е издаден на компактдиск и два дни по-късно е проведена репетиция, а предвиденият концертът е разпродаден. Официалното представяне се състои на 22 юни в Хановер, пред публика, съставена предимно от хора, поканени от организацията, писмена и аудиовизуална преса, посетители на изложбата и обществени и политически власти, като канцлерът Герхард Шрьодер и съпругата му. Общо 20 000 души гледат концерта на живо, докато два милиона го гледат по телевизионния канал „Цет Де Еф“ с час закъснение. Концертът е записан на видео и е издаден през декември същата година на видеокасета и 
дивиди.
Проектът получава различни критики, най-вече от специалисти в класическата музика. Основният въпрос е свързан с избора на „Скорпиънс“, поради историческите им неморални спорове относно текстовете на някои от песните им и противоречивите обложки на албумите им, които засягат сексуални теми. Мениджърът Елмар Вайнгартен и диригентите Клаудио Абадо и Саймън Ратъл сериозно се противопоставят на проекта. Продукцията получава смесени отзиви от специализираната преса, някои изтъкват симфоничните аранжименти и съвместната работа на двете групи, докато други изразяват обратното. Албумът дебютира под №3 в Германия и през 2000 г. е сертифициран като „златен“ за продадени повече от 150 000 бройки в страната. В други европейски страни Moment of Glory достига №1 в Португалия и №3 в Гърция, където получава съответно и „платинени“ и „златни“ сертификата. За популяризирането му са издадени три сингъла Moment of Glory, Here in My Heart и Hurricane 2000.

## Описание
През 1995 г. Берлинският филхармоничен оркестър започва да търси артист, с който съвместно да създаде проект и да обедини класическата музика с популярната музика, но с намерението да не бъде изместен като просто подгряваща група. Въпреки че обмислят да поканят Лайза Минели, Пол Маккартни и „Ролинг Стоунс“, филхармонията избира „Скорпиънс“, защото иска германски изпълнител с международна кариера. Дотогава германската група записва и издава само една песен с оркестрова музика, това е „мощната“ балада Lady Starlight от албума Animal Magnetism (1980), в която те включват струнна и духова част. Цигуларят Питър Брем, представляващ концертиращите музиканти, е отговорен за събирането на някои от тях с китариста Рудолф Шенкер и вокалиста Клаус Майне. След представяне на идеята пред тях, сътрудничеството е потвърдено същата вечер. Клаус Майне коментира, че са изненадани, че един от най-важните оркестри в света ги преценява пред артисти, които вече имат опит с този тип музика, като „Пинк Флойд“ например. По-късно те постигат споразумение с „И Ем Ай Класикс“, отделът на „И Ем Ай Рекърдс“, отговарящ за класическата музика, който дава приоритет на сътрудничеството.
Първоначално считат англичанина Андрю Пауъл подходящ за диригент и аранжор, като вземат предвид кариерата му в Лондонския симфоничен оркестър и работата му с музиканти като „Алън Парсънс Проджект“ и Дейвид Гилмор. Рудолф Шенкер, Клаус Майне и мениджърът на групата Петер Аменд се срещат с Андрю Пауъл в църквата на „Исус Христос“ в Берлин, но не са доволни от аранжиментите, защото ги смятат за просто акомпанимент, въпреки това ги разглеждат като пилотен експеримент. Поради тази причина те решават да се справят без Андрю Пауъл и търсят диригент, който познава кросоувъра и избират американеца Майкъл Кеймън. Рудолф Шенкер, Клаус Майне и Матиас Ябс се срещат с него първо в Лос Анджелис и след това в дома му в Италия, вероятно през пролетта на 1997 г. Сътрудничеството между групата и филхармонията достига до знанието на Герхард Шрьодер, тогавашен министър-президент на Долна Саксония и приятел на Клаус Майне. След като става канцлер на Германия през 1998 г., той изпраща ръководителя на програмата за култура и събития Том Стромберг да предложи на Петер Аменд групата да бъде част от „Експо 2000“, което се провежда през 2000 г. в Хановер, от който град са и „Скорпиънс“. След консултация с филхармонията те решават да представят сътрудничеството в изложбата, въпреки това Клаус Майне уверява, че зад проекта не стоят никакви намерения или политически натиск.
Въпреки че Майкъл Кеймън се справя добре, той се отказва от проекта без обяснение и участва в подобно сътрудничество, разработено от „Металика“ и Симфоничния оркестър на Сан Франциско, резултатът от което е албумът S&M от 1999 г. Предвид отказа на Майкъл Кеймън, Петер Аменд предлага австриеца Кристиян Колоновиц. Освен аранжор, композитор и продуцент, Кристиян Колоновиц е почитател на популярната музика и е почитател на „Скорпиънс“. Преди да започнат подготовката за албума, „Скорпиънс“ участват във възпоменателен концерт за отбелязване на десетата годишнина от падането на Берлинската стена, проведен на 9 ноември 1999 г. пред Бранденбургската врата в Берлин. По този повод те изпълняват оркестрова версия на Wind of Change заедно със 166 виолончелисти, чийто аранжимент е дело на Кристиян Колоновиц. След това през декември 1999 г. започват първите процедури, като търсене на финансиране и персонал. От филхармонията предлагат да се работи с най-големите хитове на групата и настояват да няма „неравностойна йерархия“ между тях и германците. Рудолф Шенкер и Матиас Ябс поемат организацията на проекта, който е сложен, особено с управлението на времето.

## Записване

### Първи опит с Андрю Пауъл
В своя официален уебсайт Андрю Пауъл разказа за част от проекта, докато все още работи по него. Британецът коментира, че първо предлагат сътрудничеството на „Ийст Уест Рекърдс“, тъй като през 1995 г. „Скорпиънс“ са част от техния каталог, но те не е проявяват интерес и затова се свързват с „И Ем Ай Класикс“. Андрю Пауъл аранжира няколко песни. Wind of Change, Send Me an Angel, Still Loving You, Lovedrive, Is There Anybody There? и Crossfire са някои от песните, които записва с Филхармонията в Берлин. Той прави и презапис със „Скорпиънс“ в „Скорпиънс Саунд Студиос“, собственост на групата. На групата не е позволено да свири в сесиите с филхармонията или да записва своята част преди оркестровите песни, така че Андрю Пауъл трябва да прави демота на „Скорпиънс“ в студиото си. Някои заглавия са миксирани в „Аби Роуд Студиос“ в Лондон.

### Официален запис
Официалното записване започва на 8 януари 2000 г. в „Роберт Хефнер Тонстудио“ в Ебрайхсдорф, Австрия, защото Кристиян Колоновиц и неговият екип пребивават в тази страна. За да се ускорят нещата, те работят в съседни стаи, докато Кристиян Колоновиц пише партитурите, а програмистът Стефан Шруп ги транскрибира в цифров интерфейс за музикални инструменти, музикантите от „Скорпиънс“ записват инструменталните си партии на 24-пистов рекордер заедно със звуковия инженер Йорг Щайфанд. След като австриецът завършва партитурите, те ги преобразуват в семпли, които служат като ръководство за групата при записване. Този метод има важно значение, като им позволи да знаят кога трябва да използват електрическите китари, без да се налага да разчитат на присъствието на филхармонията в студиото. Рудолф Шенкер и Матиас Ябс имат на разположение 90 електрически и акустични китари и 6 дванадесетструнни главно от марките „Гибсън” и „Фендър”. Те се опитват да направят записа възможно „най-органичен“ с идеята да не се стига до презаписване. Въпреки че басистът Ралф Рикерман и барабанистът Джеймс Котак живеят в Лос Анджелис, те пристигат във Виена седмица по-късно. Все пак бас китарата Басът е свирена от Кен Тейлър, който поисква касетите да бъдат изпратени в дома му в Лос Анджелис, за да му служат като ръководство. И Кен Тейлър и Джеймс Котак са описани като гост музиканти в обложката на официалното издание на компактдиск.
На 14 март 2000 г. започва записът на филхармонията, който се провежда в студиото „Ен Ел Джи“ в Берлин, поради големия размер на струнната секция. Преди това функцията на студиото е, като зала за излъчване в периода на Германската демократична република и е известна със своя гигантски меден купол, който трябва да бъде премахнат поради звукоизолацията, която произвеждаше. За първи път в историята си Филхармонията работи, както рок групите – със слушалки. Преди записите филхармонията репетира всяка песен около час, а процесът отнема два дни и използват 41 микрофона, които поставят около оркестъра.
След като и двете части са готови, лентите са отнесени в студиото „Ем Джи Саунд“ във Виена, за да бъдат обединени и прехвърлени на 48-пистов рекордер при честота от 443 херца за един час. За да извлекат максимума от инструментите, касетите са записани в 5.1 съраунд звук, така че за микса трябва да намерят студио, което знае как да работи с тази технология. Изборът е за „Галакси Студиос“ в Мол, Белгия, защото звуковият инженер Роналд Прент е един от най-опитните в Европа в използването на тази аудио система. Продуциран от „Скорпиънс“ и Кристиян Колоновиц, развитието на Moment of Glory им отнема около дванадесет седмици: първо през януари и след това между март и април 2000 г.

## Композиране
Кристиян Колоновиц аранжира всички песни, задача, която в началото е трудна, защото трябва да вземе ритмите и темпото на рока и да ги смеси с инструментите на класическата музика. По време на тази трансформация композиторът работи директно с Рудолф Шенкер и Матиас Ябс, за да даде по-голяма свобода на версиите. Според музиколога Майкъл Кустодис, автор на книгата „Класическата музика днес: Търсене на следи в рок музиката“, са аранжирани общо тридесет песни. За да не бъде изключен нито един инструмент от филхармонията, някои от тях са настроени в необичайни за този вид музика гами, например концертните тимпани са интонирани на квинта. За да постигнат подходящо темпо, те използват „щракаща песен“ - нещо като метроном, записан на лента - така че и двете групи да имат общ ритъм.
Добавяйки компактдиск и дивиди в изданието, в него са публикувани общо единадесет аранжирани версии, две песни написани ексклузивно за проекта, и допълнително един кавър. Албумът започва с Hurricane 2000, оркестрова версия на Rock You Like a Hurricane от албума Love at First Sting (1984). Критикът Мартин Попоф коментира, че е „лудо аранжиранa и оркестриранa“, започвайки като класическа песен и след това групата се интегрира в „красив микс“. Това е една от песните с най-много аранжименти и дори е променен характерния ѝ китарен риф. Moment of Glory е написана от Клаус Майне специално за това сътрудничество и е избрана от организаторите на изложението за официален химн на „Експо 2000“. С „амбициозна и ясна подредба на живота“ според Мартин Попоф, тя се отличава със специалното участие на детскя хор от Виена и хористите Винс Пирило, Кай Петерсен и Михаел Перфлер. За Send Me an Angel от Crazy World (1990), групата кани Дзукеро да я изпее заедно с Клаус Майне. Той пътува до Италия с 24-пистов рекордер за Дзукеро, за да запише вокалите си, които изпълнява в „Умби Студиос“, разположено между Болоня и Венеция.
Crossfire от албума Love at First Sting (1984) е кавър в инструментален формат и като пролог филхармонията изпълни Moscow Nights от руския композитор Василий Соловьов-Седой. Deadly Sting Suite е инструментал (две песни в една) в първата си част включва He's a Woman She's a Man, от Taken by Force (1977), а във втората Dynamite от Blackout (1982). В своя анализ Мартин Попоф отбелязва, че е очевидно от тези песни, че „това е класическа музика, смесена с рок, която отива далеч отвъд нормата, с тонове писане на песни в услуга на огромно, епично изживяване“. „Скорпиънс“ правят и кавър на Here in My Heart на американската певица Тифани, включена в третия ѝ студиен албум New Inside (1990). Написана от Даян Уорън, Кристиян Колоновиц прави 127 модификации в нея, а Клаус Майне я изпълнява в дует с американката Лин Лихти, известна в Европа като актриса в мюзикъли.
За Lady Starlight, от албума Animal Magnetism (1980), те канят германския маестро Гюнтер Бекер да свири на ситар. От своя страна, за Big City Nights, Клаус Майне и Рудолф Шенкер се свързват с певеца Рей Уилсън, който внезапнот е уволнен от „Дженезис“ и поканата от „Скорпиънс“ го мотивира да възобнови кариерата си, той казва: „След като пеех с тях и прекарах малко време с момчетата, това ми даде нов стимул да започна отново.“ Другите аранжирани песни, които са включени в компактдиска, са Wind of Change от Crazy World (1990) и Still Loving You от Love at First Sting (1984), докато в аудиовизуалния формат са добавени и You and I от Pure Instinct (1996), We'll Burn the Sky от Taken by Force (1977) и другата нова песен We Don't Own the World, написана от Клаус Майне и Рудолф Шенкер.

## Презентация
На 21 юни 2000 г. Филхармонията, „Скорпиънс“ и Кристиян Колоновиц се срещат в „Зед Ей Джи Арена“ в Хановер за генерална репетиция, но поради големите очаквания на публиката концертът в крайна сметка е разпродаден. По време на теста едно от големите технически усилия е звукът на концертиращите музиканти (ръководени от Кристиян Колоновиц) да има същия обем като рок квинтета. Освен това те проверяват и динамиката на сцената, но и Клаус Майне не доволен от съвместното представяне на групите. Групата потвърждава присъствието си на „Експо 2000“ и официалният концерт се състои на 22 юни 2000 г. на същото място, пред пълна зала и общо 20 000 души наблюдават концерта.
Лин Лихти, Рей Уилсън, Дзукеро и детският хор участват в основното шоу в съответните си сътрудничества с Клаус Майне, но за разлика от останалите участници, Дзукеро и филхармонията изпълняват Va, pensiero от Джузепе Верди. Според Кустодис за концерта на 22 юни никоя от групите няма обичайната си публика, тъй като зрителите са предимно от хора, поканени от организацията, писмена и аудиовизуална преса, посетители на изложбата и обществени и политически власти, като канцлера Герхард Шрьодер и съпругата му. Германската телевизия „Цет Де Еф“ излъчва концерта с един часов интервал и над два милиона души гледат събитието.

## Издаване
Компактдискът на Moment of Glory е пуснат в продажба на 19 юни 2000 г. чрез „И Ем Ай Класикс“ на повечето пазари, само три дни преди официалното му представяне на „Експо 2000“. На някои пазари той е издаден на 29 август, какъвто е случаят в Съединените амеракнски щати. Това издание включва 10 песни: 8 аранжирани песни, Moment of Glory и кавър на Here in My Heart. Други изданията включват и радио версията на Hurricane 2000 като бонус песен. По същия начин „И Ем Ай“ издава ограничено издание, което включва интерактивен CD-ROM и съдържа кратък документален филм за създаването му, снимки и кратки биографии на филхармонията, „Скорпиънс“ и гост-артистите. Аудиовизуалният формате издаден на 5 декември 2000 г. чрез „Ийгъл Вижън“, както на видеокасета, така и на дивиди. Той се различава се от компактдиска и не включва Send Me an Angel, но включва You and I, We'll Burn the Sky, We Don't Own the World и втора интерпретация на Moment of Glory като бис. Със субтитри на немски, испански, френски, английски и италиански, той също така включва видеоклиповете за Hurricane 2000, Moment of Glory и Here in My Heart като бонус материал. Години по-късно, през 2013 г., аудиовизуалният формат е ремастериран на „Блу рей диск“.

## Представяне

### Албум
По време на разработката му, търговският смисъл остава на заден план; според германското списание „Саунд Чек“ това не е проблем за „Скорпиънс“. С предварителни поръчки за компактдиска, в Германия той дебютира на 3 юли 2000 г. под №3 в и прекарва три седмици на тази позиция. С общо седемнадесет седмици, последното му влизане е на 23 октомври 2000 г. под №96. През същата година Федералната асоциация на музикалната индустрия го сертифицира като „златен“ за продажба на повече от 150 000 копия в тази страна. В Португалия за седмицата от 23 септември 2000 г. той достига №1, позиция, която повтaря на 7 октомври. През 2003 г. Moment of Glory отново влиза този брой като №28. По времето, когато влиза отново в класацията в Португалия, Португалската фонографска асоциация му присъжда „платинен“ сертификат, представляващ 40 000 продадени копия. Албумът заема и позиции №9 в Дания и №48 в Швейцария. В Гърция той се класира на №3 и на пресконференция през 2004 г. Международна федерация на фонографската индустрия в Гърция го награждава със „златен“ сертификат за продадени 15 000 бройки в тази страна.
Във Франция на 8 юли 2000 г. той дебютира под №70 във френската класация за албуми и остава там само една седмица. До 2018 г. френската компания „Инфодиск“ оценява продажбите на Moment of Glory в тази страна на 5 500 бройки, без да взема предвид стрийминга. Същия ден Moment of Glory влиза под №14 в класацията „Топ 100 Албуми“ в Европа, разработена от общоевропейското списание „Мюзик енд Медия“. До 22 юли той достига най-високата си позиция №11, благодарение на продажбите си в Германия, Франция, Гърция, Португалия и Швейцария. Извън Европа, Moment of Glory постига отрицателен търговски прием. В Япония е достига до №100, докато В Южна Корея той завършва годината под №40 с продажби от 51 206 бройки. До 2009 г. световните продажби на компактдиска Moment of Glory се оценяват на около един милион копия.

### Сингли
За популяризиране на албума са издадени три сингъла: Moment of Glory, Here in My Heart и Hurricane 2000. В същия ден на публикуването на албума, сингълът Moment of Glory влиза в Германия на позиция №72, а на петата седмица постига най-високата си позиция №67. Според официалния уебсайт на групата, другите два са пуснати в продажба на 8 август 2000 г. На 16 септември 2000 г. Here in My Heart достига №91 „Ю Кей Сингълс Чарт“ в Обединеното кралство, докато на 23 септември 2000 г. Hurricane 2000 достига №16 в класацията „Херитейдж Рок“ на списание „Билборд“, Съединени амеркански щати. „И Ем Ай Класикс“ обявява изданието като свой приоритет и провежда голяма рекламна кампания в печатната преса, телевизията и радиото.

### Концертно турне
Въпреки че първоначално сътрудничеството включва само представянето на „Експо 2000“, през 2000 г. групата тръгва на турнето Moment of Glory Tour, което започва на 16 юни във Финстервалде, Германия. В много от своите презентации „Скорпиънс“ изнасят традиционните си хардрок и хевиметъл концерти, а в много специфични случаи изнасят и симфонични такива. Един от най-посетените е на 26 август в Краков, Полша, когато свирят пред 750 000 души. През юни списание „Билборд“ съобщава, че групата обмисля симфоничното събитие да се пренесе в някои азиатски страни през октомври, като Южна Корея и Япония. Изданието посочва, че има възможност спектакълът да се направи и в Куала Лумпур заедно с Малайзийския симфоничен оркестър. След няколко изпълнения в Съединените американски щати, според официалния уебсайт на групата, турнето приключва на 20 януари 2001 г. в Цюрих, Швейцария.

## Коментари на критиците

### Критики към проекта
Първият кросоувър на Филхармонията получава различни отзиви, обхващащи различни аспекти. Според публициста на „Скорпиънс“ Крис Ролан, първата опозиция идва от ръководителите на филхармонията. Един от тях е италианският диригент Клаудио Абадо, който казва: „Човек трябва да прави всичко с добър вкус, но намирам, че „Скорпиънс“ правят всичко с ужасен вкус.“ Това се дължи на факта, че много от песните на групата се занимават с открито сексуални теми, особено Rock You Like a Hurricane, както и техните противоречиви обложки като тази на Lovedrive от 1979 г. Клаудио Абадо напуска като ръководител оркестъра след сезон 2001-2002 и отбеляза, че напускането му е свързано с този музикален въпрос. Мениджърът на филхармонията Елмар Вайнгартен оценява инициативата като „признак на упадък“, но критиките му са насочени по-скоро към проекта, отколкото към морала: „Не е това, което мисля, че този оркестър трябва да прави...“ Освен това той твърди, че когато представянето на „Експо 2000“ е потвърдено, Федералният съвет го принуждава да организира концерта против волята му. Въпреки че го направи, това допринася за решението му да подаде оставка. По същия начин англичанинът Саймън Ратъл, който наследява Клаудио Абадо на поста, смята сътрудничеството за „ужасна идея“.
Други критики са насочени към „И Ем Ай Класикс“ заради предпочитания на кросоувър. Питър Алуард, отговарящ за артистите и репертоара им в звукозаписната компания, казва, че не искат да заменят фокуса си върху класическата музика с този тип сътрудничество, а по-скоро се опитват да изследват нови посоки и посочва: „Всички, които не харесват записа на „Скорпиънс“, имат новата Симфония №10 на Малер, както и следващият Gurrelieder на Шьонберг.“ Някои от упреците са, че Филхармонията се е „продала“ и че албумът е издаден в най-лошия момент от популярността на „Скорпиънс“, след търговския провал на Eye II Eye от 1999 г. В същото време започват съдебни дела срещу организаторите на изложбата (които се надяват да съберат гости от повече от 170 държави) заради заемане на името на „Експо 2000“, чиято начална песен представя текст, който е обиден за много хора. Според вестник „Гардиън“, един критик също изразява загриженост, че голям брой фенове на „Скорпиънс“ ще засенчат изложбата в деня на представянето.
Брадли Бамбаргер, в анализ за списание „Билборд“, смята, че за разлика от това, което хората, свързани с класическата музика, мислят, кросоувърите не трябва да бъдат вулгарни. Той изразява мнение, че оплакванията не са неоснователни, тъй като това е една от най-големите филхармонии и тя няма икономическа необходимост да се ангажира с подобен тип проекти. Каролин Фетшер от берлинския вестник „Дер Тагшпигел“ коментира, че ако оркестърът се е впусне повече в света на популярната музика, няма да си сътрудничи със „Скорпиънс“; „Това е нещо като динозавър. Който и да е създал това, просто не е мислил за това достатъчно.“
Все пак концертиращите артисти, които имат свободата да си сътрудничат сами с други хора, са доволни от направеното. Пол Хюмпел, ръководител на духовата секция, отговаря на Клаудио Абадо, като казва: „Не сме имали толкова много ентусиазъм от дните на Караян“, намеквайки за покойния диригент Херберт фон Караян. Музикантите от „Скорпиънс“ приемат сътрудничеството като предизвикателство, и към работата си с филхармонията подхождат с уважение. Групата излиза с позиция, че не искат две местни групи да се събират, за да свирят музика, а да отидат по-далеч и да намерят „общ знаменател между нас, така че тогава оркестърът да каже, че сме се забавлявали да свирим с вас“.

### Критики към звукозаписната продукция
Музикологът Майкъл Кустодис обяснява, че в много рецензии около и след 2000 г. и по време на публикуването на книгата му през 2009 г., те погрешно посочват, че Moment of Glory е германският отговор на S&M на „Металика“, тъй като последният е издаден месеци преди това. Това се дължи на факта, че разработването на проекта (което започва през 1995 г.) не е оповестено публично и става ясно за него, едва когато те потвърждават участието си в „Експо 2000“ в средата на 1999 г. Moment of Glory получава смесени отзиви от специализираната преса. Брадли Бамбаргер от „Билборд“ сравнява работата на Кристиян Колоновиц с работата на Майкъл Кеймън върху S&M на „Металика“, заявявайки, че работата на австриеца е най-малкото „технически превъзходна“. Той също така определя Moment of Glory като „безочлива сантиментална“ песен, а версията на Here in My Heart като „най-лошото музикално произведение“, което Филхармонията изпълнява в цялата си история. В обобщение, той отбеляза, че „най-доброто нещо за Moment of Glory е обложката му“. Р. С. Мурти от вестник „Ню Стрейтс Таймс“ пише, че е „леко приятно“ с „пълноценни симфонични аранжименти“, но въпреки аранжиментите и изпълнението на филхармонията, „повечето от мелодиите не успяват да бъдат издигнати“ на нивото на трайно изкуство. Освен това той коментира, че въпреки че Клаус Майне пее перфектно, той все още има проблеми с произношението на английския език. Детлеф Денглер, за германското издание на „Метъл Хамър“, го нарича „фантастичен“, докато британският писател Колин Ларкин, автор на „Енциклопедия на популярната музика“, го определя като „амбициозно сътрудничество на живо“.
Джон Джезитус от американското списание „Уестуърлд“ заявява, че идеята работи на хартия, но не и на практика, тъй като аранжиментите не са от полза за песните, освен в Still Loving You и Crossfire. Каролайн Фетшер от вестник „Дер Тагшпигел“ описва песента Moment of Glory като „триумфална и политически регресивна“. Мексиканският вестник „Ел Юнивърсъл“ го описва като „произведение с безупречно качество в резултат на „брака“ на две германски легенди“ и подчертава „страхотния аранжимент“ на Hurricane 2000 и „отличната намеса“ на филхармонията в Send Me an Angel. За „Ем Ти Ви“ Парк Путърбау посочва, че това е „ужасно добре записан и периодично забавен“ албум. В своя анализ той изтъква „качествения контрол“ на филхармонията; „сблъсъкът на танцуващи дървени духови инструменти, състезателна струнна секция и електрически мощни акорди“ в Deadly Sting Suite, който „звучи като оркестрова рок синтеза, изкована в ядрен реактор“. Единствената си негативна критика изразява с думите, че „музиката им беше твърде учтива“, и предпочата „мощните“ балади да са в по-голяма помпозност, следвайки пътя на Deadly Sting Suite. Стив Хюи от уебсайта „Олмюзик“ оценява изданието с две звезди и половина от пет, отбелязвайки: „Рок инструментите се смесват най-добре в балади, но някои от рок песните с ускорено темпо също могат да бъдат доста вълнуващи, макар и малко бомбастични.“ Канадският критик Мартин Попоф отбелязва, че това е типичен албум от този вид сътрудничество, но е по-добър от повечето, защото „(...) вероятно никой не ги е изпълнявал с повече вкус, уравновесеност, интелектуален капацитет и звукова яснота.“
В друг преглед на изданието на „Блу рей“, Тейлър Карлсън нарича някои кавъри „изненадващо ефективни“, но информира читателите си, че това е видео за отдадените фенове на групата, тъй като концертът е интимен и по-малко див от очакваното за рок група. Споерд него представлението не е скучно и си заслужава сътрудничеството, но отрицателният момент е качеството на видеото, тъй като за „Блу рей“ то е „абсолютно отвратително“. Джефри Кауфман също критикува качеството на изображението в този формат, което се дължи на прехвърлянето от дивиди, но изтъква верността, динамиката и преди всичко работата на китарата, тъй като „тя е особено добре представена, ясна и остра, без да звучи най-малко рязко“. Пери Сейбърт от „Олмюзик“ в рецензията си за видео диска дава три и половина звезди от пет и заключава, че „това е страхотен албум за всеки, който се интересува от групата, но тук има малко за средния потребител на дивиди“. Мат Милс, за британското издание на „Метъл Хамър“, го класира в списъка си с „10-те най-добри оркестрови метъл албума“ и го наричa „трансцендентално сътрудничество“, защото има твърде много смисъл групата да се присъедини към „цял оркестър, за да звучи възможно най-голямо и внушително, просто имаше твърде много смисъл“. Крис Кроватин от „Керанг!“ също поставя Moment of Glory в подобна класация на „10-те пъти, в които рок и метъл изпълнители си сътрудничат с класически музиканти“. В съответното си ревю той подчертава „интересното“ сътрудничество и цитира албума като непредсказуем „и като такъв е учебно изживяване за слушане дори в най-объркващата му форма“. Подобно на обложката, която включва динозавър в официални оперни бижута, албумът е к„олкото впечатляващ, толкова и странен и неприятен“.

## Списък с песните

### Студиен албум
1. Hurricane 2000 (Клаус Майне, Херман Раребел, Рудолф Шенкер) – 6:04
2. Moment of Glory (Клаус Майне) – 5:08
3. Send Me an Angel (Рудолф Шенкер, Клаус Майне) – 6:19
4. Wind of Change (Клаус Майне) – 7:36
5. Crossfire (Клаус Майне, Рудолф Шенкер) (инструментал) – 6:47
6. Deadly Sting Suite (Рудолф Шенкер) (инструментал) – 7:22
7. Here in My Heart (Даян Уорън) – 4:20
8. Still Loving You (Клаус Майне, Рудолф Шенкер) – 7:28
9. Big City Nights (Клаус Майне, Рудолф Шенкер) – 4:37
10. Lady Starlight (Клаус Майне, Рудолф Шенкер) – 5:32

### Бонус песен
1. Hurricane 2000 (Радио версия) (Клаус Майне, Херман Раребел, Рудолф Шенкер) – 4:11

### Видео албум
1. Hurricane 2000 (Клаус Майне, Херман Рудолф, Рудолф Шенкер) – 6:34
2. Moment of Glory (Клаус Майне) – 8:00
3. You and I (Клаус Майне) – 6:01
4. We Don't Own The World (Клаус Майне, Рудолф Шенкер) – 9:54
5. Here in My Heart (Даян Уорен) – 5:44
6. We'll Burn the Sky (Клаус Майне, Моника Данеман) – 6:47
7. Big City Nights (Клаус Майне, Рудолф Шенкер) – 5:21
8. Deadly Sting Suite (Рудолф Шенкер) (Инструментал) – 15:49
9. Wind of Change (Клаус Майне) – 9:41
10. Still Loving You (Клаус Майне, Рудолф Шенкер) – 8:50
11. Moment of Glory (На бис) (Клаус Майне) – 7:16
12. Hurricane 2000 (Видеоклип)
13. Moment of Glory (Видеоклип)
14. Here in My Heart (Видеоклип)
15. Interviews

## Състав

### Компакт диск
| Основни музиканти - Клаус Майне - вокали - Рудолф Шенкер - ритъм и водеща китара, акустична китара - Матиас Ябс - ритъм и водеща китара, акустична китара, дванадесетструнна акустична китара - Берлинска филхармония Гост музиканти - Джеймс Котак - барабани - Кен Тейлър - бас - Лин Лихти - вокали на Here in My Heart - Рей Уилсън - вокали на Big City Nights - Дзукеро - вокали на Send Me an Angel - Гюнтер Бекер - ситар на Lady Starlight - Детски хор - вокали на Moment of Glory - Винс Пирило, Кай Петерсен и Майкъл Перфлъ - хоро в Moment of Glory - Сузи Уеб, Зоуи Никълъс, Рита Кембъл и Мелани Маршал - допълнителни вокали - Стефан Шруп: барабан и компютърно програмиране Източник на информацията: Задната обложка на Moment of Glory. | Продукция - Кристиян Колоновц и „Скорпиънс“ - продукция - Кристиян Колоновц - аранжименти и композиция - Йорг Щайфанд, Мартин Бьом, Рори Кушнен, Герт Джейкъбс и Мирко Бези - озвучаване - Кърт Рихтер, Кристофър Франк, Майкъл Тушек, Томас Волнер - инженерна помощ - Роналд Прент - смесване |

### Аудиовизуална версия
| Музиканти - Клаус Майне - вокали - Рудолф Шенкер - ритъм и водеща китара - Матиас Ябс - ритъм и водеща китара - Ралф Рикерман - бас китара - Джеймс Котак - барабани - Кристиян Колоновц - диригент на оркестъра - Берлинска филхармония Източник на информацията: Обложката на Moment of Glory. | - Йорг Хицеман - продукция - Пит Уейрих - кинорежисьор |

## Позиция в класациите
| Класация                  | Най-висока позиция | Източник |         |
| 2000 г.                   | 2000 г.            | 2000 г.  | 2000 г. |
| ------------------------- | ------------------ | -------- | ------- |
| Германия                  | 3                  | [ 37 ]   |         |
| Гърция                    | 3                  | [ 45 ]   |         |
| Дания                     | 9                  | [ 43 ]   |         |
| Европа („Топ 100 Албуми“) | 11                 | [ 50 ]   |         |
| Португалия                | 1                  | [ 39 ]   |         |
| Франция                   | 70                 | [ 47 ]   |         |
| Швейцария                 | 48                 | [ 44 ]   |         |
| Япония                    | 100                | [ 51 ]   |         |
| 2003 г.                   |                    |          |         |
| Португалия                | 28                 | [ 41 ]   |         |

| Класация   | Най-висока позиция | Източник |         |
| 2000 г.    | 2000 г.            | 2000 г.  | 2000 г. |
| ---------- | ------------------ | -------- | ------- |
| Германия   | 63                 | [ 78 ]   |         |
| Европа     | 97                 | [ 79 ]   |         |
| Южна Корея | 40                 | [ 52 ]   |         |

### Седмични класации сингли
| Сингъл           | Класация                              | Най-висока позиция | Източник |
| 2000 г.          | 2000 г.                               | 2000 г.            | 2000 г.  |
| ---------------- | ------------------------------------- | ------------------ | -------- |
| Here in My Heart | Великобритания („Ю Кей Сингълс Чарт“) | 91                 | [ 57 ]   |
| Moment of Glory  | Германия                              | 67                 | [ 54 ]   |
| Hurricane 2000   | САЩ („Херитейдж Рок“)                 | 16                 | [ 58 ]   |

## Сертификати

### Компакт диск
| Държава    | Сертифициращ орган                                | Сертификат | Сертифицирани продажби | Източник |
| ---------- | ------------------------------------------------- | ---------- | ---------------------- | -------- |
| Германия   | Федерална асоциация на музикалната индустрия      | Златен     | 150 000                | [ 38 ]   |
| Гърция     | Международна федерация на фонографската индустрия | Златен     | 15 000                 | [ 46 ]   |
| Португалия | Португалска фонографска асоциация                 | Платинен   | 40 000                 | [ 42 ]   |

### Дивиди
| Държава | Сертифициращ орган                               | Сертификат | Сертифицирани продажби | Източник |
| ------- | ------------------------------------------------ | ---------- | ---------------------- | -------- |
| Канада  | Канадската асоциация на звукозаписната индустрия | Златен     | 5 000                  | [ 80 ]   |

## Цитати
1. 1 2 3  Bubek-Louis, Eva. oder: was Metallica nicht gemacht haben. (jpg) //   scorpions-family.de. S. 33.  Архивиран от оригинала на 2023-08-14. Посетен на 2023-12-04. (на немски)
2. 1 2 3  Custodis 2009, с. 63.
3. ↑  Mineur, Matthias (2001). Animal Magnetism. EMI Records. 7243-5-35154-2-3.
4. 1 2  Custodis 2009, с. 64.
5. ↑  Popoff 2016, с. 188 – 189.
6. 1 2 3 4 5 6 7 8 9 10 11  Scorpions & Berliner Philharmoniker – Moment Of Glory //  Scorpions & Berliner Philharmoniker.   discogs.com. Посетен на 2023-12-04. (на английски)
7. 1 2 3  Custodis 2009, с. 65.
8. 1 2 3 4  Making of Moment of Glory (1) //   Sound Check, 2000-07.  Архивиран от оригинала на 2023-08-18. Посетен на 2023-12-04. (на немски)
9. ↑  Custodis 2009, с. 65 – 66.
10. 1 2  Metal Trifft Klassik (jpg) //   Metal Hammer.  Архивиран от оригинала на 2023-09-15. Посетен на 2023-12-04. (на немски)
11. 1 2  Custodis 2009, с. 66.
12. 1 2  Custodis 2009, с. 67.
13. 1 2 3 4 5 6  Custodis 2009, с. 68.
14. 1 2 3 4 5 6 7  Making of Moment of Glory (2) //   scorpions-family.de.  Архивиран от оригинала на 2023-09-15. Посетен на 2023-12-05. (на немски)
15. ↑  Ask Andrew //   andrewpowell.com. Посетен на 2023-12-04. (на английски)
16. 1 2 3 4  Making of Moment of Glory (3) //   scorpions-family.de.  Архивиран от оригинала на 2023-09-15. Посетен на 2023-12-05. (на немски)
17. 1 2 3 4 5  Making of Moment of Glory (4) //   scorpions-family.de.  Архивиран от оригинала на 2023-08-16. Посетен на 2023-12-05. (на немски)
18. 1 2 3  Custodis 2009, с. 69.
19. 1 2 3  Making of Moment of Glory (5) //   scorpions-family.de.  Архивиран от оригинала на 2023-08-16. Посетен на 2023-12-05. (на немски)
20. 1 2  Making of Moment of Glory (6) //   scorpions-family.de.  Архивиран от оригинала на 2023-09-15. Посетен на 2023-12-05.
21. 1 2  Scorpions Cause Furor Over Expo 2000 Anthem //   mtv.com.  Архивиран от оригинала на 2023-08-22. Посетен на 2023-12-05. (на английски)
22. ↑  Custodis 2009, с. 70.
23. 1 2 3 4  Scorpions & Berliner Philharmoniker – Moment Of Glory - Live //  Scorpions & Berliner Philharmoniker.   .discogs.com/. Посетен на 2023-12-05. (на английски)
24. 1 2 3 4 5  Popoff 2016, с. 188.
25. ↑  Here in my Heart by Scorpions & Berliner Philharmoniker //   secondhandsongs.com. Посетен на 2023-12-05. (на английски)
26. ↑  Greene, Andy. Ray Wilson on Fronting Genesis: ‘It Was Like Being Taken to the Top of Everest and Thrown Off’ //  Music.   rollingstone.com, 2022-08-26. Посетен на 2023-12-05. (на английски)
27. 1 2 3 4 5  Custodis 2009, с. 71.
28. 1 2 3 4  WEINERT, ELLIE. Germany's Scorpions Seize `Moment' At Expo (pdf) //  International.   Billboard, 2000-06-24. p. 97. Посетен на 2023-12-05. (на английски)
29. 1 2  Meier, Sussane. Scorpions rockten... //   scorpions-family.de.  Архивиран от оригинала на 2023-08-12. Посетен на 2023-12-05. (на немски)
30. ↑  2000 //  2000 – 2001.   Посетен на 2023-12-05. (на английски)
31. ↑  WILLIAMSON, NIGEL. THE LIVE TV BROADCAST of a Scorpions vs. Berlin Philharmonic Orchestra (pdf) //  GLOBAL MUSIC PULSE.   Billboard, 2000-07-15. p. 67. Посетен на 2023-12-05. (на английски)
32. 1 2 3 4 5 6 7  Bambarger, Bradley. Classical Keeping Score (pdf) //  Artists & Music.   Billboard, 2000-07-29. p. 39. Посетен на 2023-12-05. (на английски)
33. ↑  Scorpions & Berliner Philharmoniker – Moment Of Glory //  Scorpions & Berliner Philharmoniker.   discogs.com. Посетен на 2023-12-05. Japan, EMI – TOCP-65484 (на английски)
34. ↑  Scorpions & Berliner Philharmoniker – Moment Of Glory //  Scorpions & Berliner Philharmoniker.   discogs.com. Посетен на 2023-12-05. (на английски)
35. ↑  Scorpions Live With The Berlin Philharmonic Orchestra* – Moment Of Glory //  Scorpions.   discogs.com. Посетен на 2023-12-05. Eagle Vision – MFDVD03029 (на английски)
36. ↑  Scorpions & Berliner Philharmoniker – Moment Of Glory - Live //  Scorpions.   discogs.com. Посетен на 2023-12-05. Eagle Vision – ERSBD3004 (на английски)
37. 1 2  Scorpions & Berliner Philharmoniker Moment Of Glory Album //  CHARTS.   offiziellecharts.de. Посетен на 2023-12-05. (на немски)
38. 1 2  GOLD-/PLATIN-Datenbank //   musikindustrie.de. Посетен на 2023-12-05. Вие трябва да Напишете SCORPIONS в Hier können Sie suchen nach:/Interpret (на немски)
39. 1 2  PORTUGAL //  Top National Sellers week 39/00.   Music and Media, 2000-09-23. p. 17. Посетен на 2023-12-05. (на английски)
40. ↑  PORTUGAL (pdf) //  Top National Sellers week 41/00.   Music and Media, 2000-10-07. p. 17. Посетен на 2023-12-05. (на английски)
41. 1 2  SCORPIONS & BERLINER PHILHARMONIKER - MOMENT OF GLORY (ALBUM) //   portuguesecharts.com. Посетен на 2023-12-05. (на английски)
42. 1 2  TOP 30 ARTISTAS - SEMANA 11 DE 2003 //  TOP OFICIAL DA ASSOCIAÇÃO FONOGRÀFICA PORTUGUESA.   afp.org.pt.  Архивиран от оригинала на 2011-09-03. Посетен на 2023-12-05.
43. 1 2  Scorpions And Philharmonic Orc Moments Of Glory //   top20.dk.  Архивиран от оригинала на 2015-06-11. Посетен на 2023-12-05. (на английски)
44. 1 2  Scorpions & Berliner Philharmoniker – Moment Of Glory //   hitparade.ch. Посетен на 2023-12-05. (на английски)
45. 1 2  Top National Sellers week 31/00 (pdf) //  SALES.   Music and Media, 2000-07-29. p. 9. Посетен на 2023-12-05. (на английски)
46. 1 2  Scorpions Press Conference //  INTERVIEWS.   rockpages.gr, 2004-05-31. Посетен на 2023-12-05. (на английски)
47. 1 2  SCORPIONS & BERLINER PHILHARMONIKER - MOMENT OF GLORY (ALBUM) //   lescharts.com. Посетен на 2023-11-05. (на френски)
48. ↑  Les Meilleures Ventes de CD / Albums "Tout Temps" //   infodisc.fr. Посетен на 2023-12-05. (на френски)
49. ↑  European Top 100 Albums week 28/00 (pdf) //  SALES.   Music and Media, 2000-07-08. p. 9. Посетен на 2023-12-05. (на английски)
50. 1 2  European Top 100 Albums week 30/00 (pdf) //  SALES.   Music andMedia, 2000-07-22. p. 10. Посетен на 2023-12-05. (на английски)
51. 1 2  MOMENT OF GLORY //  SCORPIONS Discography.   rockdetector.com.  Архивиран от оригинала на 2007-12-30. Посетен на 2023-12-05. (на английски)
52. 1 2  «2000년 POP 순위집계 //   miak.or.kr. Посетен на 2023-12-05.
53. ↑  Custodis 2009, с. 73.
54. 1 2  Scorpions & Berliner Philharmoniker Moment Of Glory Single //   offiziellecharts.de. Посетен на 2023-12-05. (на немски)
55. ↑  Here In My Heart //  DISCOGRAPHY.   the-scorpions.com. Посетен на 2023-12-05. (на английски)
56. ↑  Hurricane 2000 //  DISCOGRAPHY.   the-scorpions.com. Посетен на 2023-12-05. (на английски)
57. 1 2  HERE IN MY HEART //  Official Singles Chart.   officialcharts.com. Посетен на 2023-01-05. (на английски)
58. 1 2  Billboard Heritage Rock Chart History Scorpions //  Scorpions.   billboard.com. Посетен на 2023-12-05. (на английски)
59. 1 2  Moment Of Glory Tour //  Live.   Посетен на 2023-12-06. (на английски)
60. ↑  A story of a band and their dream. A documentary from Deutsche Welle. //   specials.dw.com. Посетен на 2023-12-06. (на английски)
61. ↑  Cobo, Leila. MEXICO NOTAS: (pdf) //  Artists & Music.   Billboard, 2000-10-18. p. 50. Посетен на 2023-12-06. (на английски)
62. 1 2 3 4 5 6 7 8 9  Hooper, John. Berlin Philharmonic stung by Scorpions //  World news.   theguardian.com, 2000-05-20. Посетен на 2023-12-05. (на английски)
63. 1 2  Puterbaugh, Parke. Break Like The Wind //  News.   mtv.com, 2000-08-24.  Архивиран от оригинала на 2023-08-22. Посетен на 2023-12-05. (на английски)
64. ↑  Abbado stronca gli Scorpions //   rockol.it, 2000-06-06. Посетен на 2023-12-06. (на италиански)
65. ↑  Custodis 2009, с. 71 – 73.
66. 1 2  Huey, Steve. Moment of Glory Review by Steve Huey //  Moment of Glory Scorpions / Berlin Philharmonic Orchestra.   allmusic.com. Посетен на 2023-12-06. (на английски)
67. 1 2  Seibert, Perry. Moment of Glory: Live [Video Review by Perry Seibert] //  Moment of Glory: Live [Video] Scorpions / Berlin Philharmonic Orchestra.   allmusic.com. Посетен на 2023-12-06. (на английски)
68. 1 2  Larkin 2006, с. 1976.
69. ↑  Custodis 2009, с. 72 – 73.
70. ↑  Murthy, R.S. SCORPIONS - Moment Of Glory (EMI/61:11/LP) (PDF) //  Loaded with good stuff.   NEW STRAITS TIMES, 2000-06-05. p. 4. Посетен на 2023-12-06. (на английски)
71. ↑  Dengler, Detlef. Rock (jpg) //   Metal Hammer.  Архивиран от оригинала на 2023-09-15. Посетен на 2023-12-06. (на немски)
72. ↑  Jesitus, John. Scorpions/Berliner Philharmoniker //  Music.   westword.com, 2000-12-07. Посетен на 2023-12-06. (на английски)
73. ↑  El Mega //   eluniversal.com, 2000-10-09. Посетен на 2023-12-06. (на испански)
74. ↑  Carlson, Taylor. Moment of Glory – Scorpions with the Berlin Philharmonic! //  Reviews.   zrockr.com, 2015-07-28. Посетен на 2023-12-06. (на английски)
75. ↑  Kauffman, Jeffrey. Scorpions with the Berliner Philharmoniker: Moment of Glory Blu-ray //  Movies.   blu-ray.com, 2013-08-21. Посетен на 2023-12-06. (на английски)
76. ↑  Mills, Matt. Scorpions – Moment Of Glory (2000) //  The Top 10 best orchestral metal albums.   loudersound.com, 2022-09-22. Посетен на 2023-12-06. (на английски)
77. ↑  Krovatin, Chris. Scorpions and the Berliner Philharmoniker //  10 times rock and metal artists collaborated with classical musicians.   kerrang.com, 2021-02-02. Посетен на 2023-12-06. (на английски)
78. ↑  Top 100 Album-Jahrescharts //  Offizielle Deutsche Charts.   offiziellecharts.de. Посетен на 2023-12-07. (на немски)
79. ↑  EUROPEAN TOP 100 ALBUMS 2000 (pdf) //  YEAR IN FOCUS.   Music and Media, 2000-12-23. p. 9. Посетен на 2023-12-07. (на английски)
80. ↑  Gold/Platinum //   musiccanada.com. Посетен на 2023-12-07. (на английски)